# Ypsonas
Ypsonas (in greco Ύψωνας?) è un comune di Cipro, situato nel distretto di Limassol.